# Ballroom e Yōkoso
Ballroom e Yōkoso (jap. ボールルームへようこそ Bōrurūmu e Yōkoso) ist eine Manga-Serie von Tomo Takeuchi. Sie erscheint seit 2011 und wurde als Anime-Fernsehserie adaptiert. Diese wurde als Welcome to the Ballroom unter anderem auch auf Deutsch veröffentlicht. Die Geschichte erzählt von einem angehenden jungen Tänzer und ist in die Genres Comedy und Sport einzuordnen.

## Handlung
Der Mittelschüler Tatara Fujita (富士田多々良) steht bald vor der Entscheidung, welchen weiteren Weg im Leben er einschlagen wird. Doch hat er keine Vorstellung davon, was er machen will. Da wird er zufällig von Kaname Sengoku (仙谷要) vor einigen Rowdies beschützt, der ihn sogleich in seine neu eröffnete Tanzschule führt. Sengoku war Meister im Latein und lädt den verunsicherten Tatara ein, das Tanzen auszuprobieren. Er ist zögerlich, trifft in der Schule aber seine unscheinbare Mitschülerin Shizuku Hanaoka (花岡雫), die sich als bereits erfolgreiche Turniertänzerin entpuppt. Tatara findet Begeisterung am Tanzen und überrascht seinen Lehrer mit Hartnäckigkeit und der Fähigkeit, auch schwere Schritte recht schnell nachahmen zu können. Eigentlich würde er gern mit Shizuku tanzen, doch die hat im begabten Kiyoharu Hyōdō (兵藤清春) bereits einen langjährigen Partner. Tatara sieht ihn zunächst als Konkurrenz, lernt ihn aber sehr schnell auch für sein Können und Hingabe zu respektieren. Als Kiyoharu dann bei einem Turnier verunglückt, springt Tatara für ihn ein und erlebt so erstmals das Gefühl, bei solch einem Ereignis auf der Tanzfläche zu stehen.
Nach dem Turnier muss Kiyoharu für längere Zeit aussetzen und Tatara ist voller Elan, bei weiteren Turnieren anzutreten. Doch kommt ihm Gaju Akagi (赤城賀寿) als neuer Partner von Shizuku zuvor. Bis dahin tanzte Akagi mit seiner Schwester Mako (真子), hatte es aber schon lange auf Shizuku abgesehen. Mako lässt er nun einfach fallen. Diese tut sich nun mit Tatara zusammen, der ihr sympathisch ist, und beide ergeben ein erstaunlich gutes Tanzpaar. Nach einigen mühsamen Vorbereitungen, in denen Tatara den Tanz mit anderen Paaren auf dem Parkett erst noch lernen muss, erreichen die beiden bei ihrer ersten Turnierteilnahme einen Achtungserfolg.

## Veröffentlichung
Der Manga erscheint in Japan seit November 2011 im Gekkan Shōnen Magazine bei Kodansha. Der Verlag brachte die Kapitel auch gesammelt in bisher zehn Bänden heraus. Der neunte Band erreichte 123.000 verkaufte Exemplare in drei Wochen nach Veröffentlichung und bereits der achte Band konnte sich über 100.000 Mal in den ersten beiden Wochen verkaufen.
Kodansha selbst brachte eine englische Fassung in Nordamerika heraus. Bei Milky Way Ediciones erscheint eine spanische Übersetzung.

## Anime-Adaption
Beim Studio Production I.G entstand 2017 eine Adaption des Mangas als Animeserie für das japanische Fernsehen. Hauptautor war Kenichi Suemitsu und Regie führte Yoshimi Itazu. Das Charakterdesign stammt von Takahiro Kishida und die künstlerische Leitung lag bei Ichirō Tatsuta. Die Computeranimationen entstanden bei Dandelion Animation Studio unter der Leitung von Kōhei Itō und für die Kameraführung war Hiroshi Tanaka verantwortlich.
Die 24 Folgen wurden vom 8. Juli bis zum 17. Dezember 2017 von MBS, Tokyo MX, BS11 und Gunma TV ausgestrahlt. Bei Anime Strike wurde die Serie mit englischen Untertiteln per Streaming gezeigt, in anderen Sprachen, darunter Deutsch, ist sie bei Amazon Prime zu sehen. Kazé veröffentlichte eine deutsche Synchronfassung auf DVD.

### Synchronisation
Die deutsche Synchronfassung entstand bei Digital Media Technologie unter der Regie von Detlef Klein und Yannik Raiss.
| Rolle           | japanische Sprecher (Seiyū) | deutsche Sprecher |
| --------------- | --------------------------- | ----------------- |
| Tatara Fujita   | Shimba Tsuchiya             | Flemming Stein    |
| Kaname Sengoku  | Toshiyuki Morikawa          | Daniel Schütter   |
| Mako Akagi      | Sumire Morohoshi            | Franciska Friede  |
| Shizuku Hanaoka | Ayane Sakura                | Linda Fölster     |
| Kiyoharu Hyōdō  | Nobuhiko Okamoto            | Yannik Raiss      |
| Gaju Akagi      | Kentarō Tomita              | David Berton      |

### Musik
Komponist der Filmmusik war Yuki Hayashi. Das erste Opening wurde unterlegt mit dem Lied 10% roll, 10% romance, das zweite mit Invisible Sensation, beide  von Unison Square Garden. Die Abspannlieder, beide von Mikako Komatsu, sind Maybe the next waltz und Swing heart direction.